# San Martino in Grania
Der Sektor San Martino in Grania ist ein 9,5 Kilometer langer Schotterabschnitt, der seit 2016 jährlich vom italienischen Eintagesrennen Strade Bianche befahren wird. Er verbindet Monteroni d’Arbia mit Vescona und gilt als Sektor der höchsten Schwierigkeit (5 Sterne).

## Charakteristik
Der Sektor San Martino in Grania gilt neben dem Monte Sante Marie als einer der zwei Schotterabschnitte, die mit fünf Sternen bewertet werden. Auf seiner Länge von 9,5 Kilometern verläuft er meist ansteigend, wobei er auch mehrere Zwischenabfahrten beinhaltet. Die Anfahrt bei der Strade Bianche erfolgt von Monteroni d’Arbia über die SP12, ehe die Fahrer nach der Überquerung des Arbia links auf die Via di San Martino abbiegen.
Der erste Kilometer führt auf einer flachen Geraden zum Castello di San Fabiano, ehe die Straße nach einer ersten Kurvenkombination zu steigen beginnt. Vorbei am Podere Paníco werden dabei bereits Steigungsprozente jenseits der 10 %-Marke erreicht. Nach der ersten kleineren Welle geht es bergab zum Torrent Biena und Vosso Val di Lama, die nach rund drei Kilometern über schmale Brücken gequert werden. Im Anschluss beginnt die Straße erneut zu steigen und führt für 2,3 Kilometer großteils bergauf zu dem Gehöft San Martino in Grania, das namengebend für den Sektor ist. Die nachfolgenden drei Kilometer verlaufen wellig und beinhalten neben einem längeren Anstieg auch zwei schnelle Abfahrten. Auf den letzten 900 Metern beginnt die Straße wieder stärker anzusteigen und führt bei rund 8 % im Schnitt zur Kreuzung mit der SP438, wo der Sektor nach vier Kehren endet.

## Geschichte

### Strade Bianche
Der Sektor San Martino in Grania wurde mit dem Jahr 2016 ins Programm der Strade Bianche aufgenommen. Seither wird er jährlich von dem italienischen Eintagesrennen befahren. Traditionell wird er vor dem Monte Sante Marie absolviert, wobei die Kombination der beiden 5-Sterne-Sektoren meist für eine erste Selektion im Fahrerfeld sorgt.
Bis ins Jahr 2023 wurde der Sektor San Martino in Grania zu Beginn der zweiten Rennhälfte befahren, ehe er mit der Streckenänderung im Jahr 2024 bereits rund 100 Kilometer vor dem Ziel erreicht wird.

### Giro d’Italia
Im Jahr 2025 wurde der Sektor San Martino in Grania erstmals vom Giro d’Italia befahren. Er diente dabei auf der 9. Etappe als dritter der fünf Schotter-Abschnitte. Der Sektor wurde rund 43 Kilometer vor dem Ziel erreicht. Auf seinem höchsten Punkt wurde bei Kilometer 147,1 eine Bergwertung der 4. Kategorie abgenommen, ehe es über die steilen Schotter-Anstiege des Monteaperti und Colle Pinzuto zum Ziel nach Siena ging. Der Kolumbianer Egan Bernal führte als Teil einer kleinen Spitzengruppe über die Bergwertung.
| Jahr | Etappe    | Bergwertung  | Fahrer      | Auffahrt |
| ---- | --------- | ------------ | ----------- | -------- |
| 2025 | 9. Etappe | 4. Kategorie | Egan Bernal | Südwest  |